# گئورگ پائوک
گئورگ پائوک (مجاری: György Pauk؛ ۲۶ اکتبر ۱۹۳۶ – ۱۸ نوامبر ۲۰۲۴) موسیقی‌دان و نوازندهٔ ویولن و استاد موسیقی اهل مجارستان بود.

## زندگی شخصی
وی در سن ۹ سالگی به آکادمی موسیقی فرانتس لیست رفت و از شاگردان زلتان کدای بود. او پس از مهاجرت از مجارستان، در سال ۱۹۶۱ به اصرارِ یهودی منوهین ساکن لندن شد. پائوک از سال ۱۹۸۷، استاد ویولن در آکادمی سلطنتی موسیقی بود و از دانشگاه لندن دکترای افتخاری دریافت کرد.